# David Burns (mathématicien)
Pour les articles homonymes, voir David Burns et Burns.
David Burns (né en 1963) est un mathématicien britannique spécialisé en théorie des nombres.

## Formation et carrière
Burns a obtenu son doctorat en 1990 auprès d'Albrecht Fröhlich à l'université de Cambridge (avec une thèse intitulée « Factorisability, Group Lattices and Galois Module Structure »). Il est professeur au King's College de Londres.
Il a été, entre autres, professeur invité à Bordeaux, Paris et Harvard.

## Travaux
En théorie des nombres, il s'intéresse particulièrement à la conjecture des nombres de Tamagawa de Spencer Bloch et Kazuya Kato, à la théorie d'Iwasawa, aux conjectures de Stark (par Harold Stark), à la géométrie arithmétique (par ex les constantes Epsilon et les invariants de structure de De Rham des schémas arithmétiques à action de groupe finie), la K-théorie algébrique et l'algèbre homologique.

## Prix et distinctions
En 1999, il a reçu le prix Berwick et en 2005, il a été boursier Leverhulme.

## Publications
- On derivatives of Artin L-series, Inventiones Mathematicae, volume 186, 2011, pages 291 à 371.
- avec K.-F. Lai, KS Tan : On congruences between derivatives of geometric L-functions, Inventiones Mathematicae, Vol.184, 2011, pp.221–256.
- Congruences between derivatives of abelian L-functions at s=0, Inventiones Mathematicae, Vol.169, 2007, pp.451–499.
- avec C. Greither : On the equivariant Tamagawa number conjecture for Tate motives, Inventiones Mathematicae, Vol.153, 2003, pp.303–359.
- avec Matthias Flach : Tamagawa numbers for motives with (non-commutative) coefficients, Documenta Math., Volume 6, 2001, pp. 501-570.
- avec Otmar Venjakob : On descent theory and main conjectures in non-commutative Iwasawa theory, Journal de l'Institut de Mathématiques de Jussieu, Volume 10, 2011, pp. 59-118
- Édité avec C. Popescu, J. Sands, D. Solomon : Stark's Conjectures: Recent Work and New Directions, Contemporary Mathematics, Volume 358, 2004 (Baltimore 2002 Conference)
- Édité avec Kevin Buzzard, Jan Nekovář : L-functions and Galois representations, London Mathematical Society Lecture Note Series 320, Cambridge University Press 2007